# Електролуминофор
Електролуминофорите са материали, които светят под действие на електрично поле. Използват се в различни индикаторни устройства – светещи знакови индикатори, табла, панели.
Примери за електролуминифори са цинков сулфид, легиран с мед или сребро, някои полупроводникови съединения от вида III-V и др. Много често те се получават под формата на тънки слоеве, което дава възможност да се получи контролиран състав с определени свойства.